# الدب والعذراء (أغنية)
«الدب والعذراء» (بالإنجليزية: The Bear and the Maiden Fair)‏ هي أغنية شعبية في روايات أغنية الجليد والنار، كما غُنيت في المسلسل التلفزيوني المقتبس منها صراع العروش. كلمات الأغنية من تأليف جورج ر. ر. مارتن في الرواية الأصلية؛ وقام رامين جوادي بتأليف موسيقى اللحن في عام 2012، بناءً على طلب من صُنَّاع المسلسل ديفيد بينيوف ودي. بي. وايس، وقام تاد كوبلر بترتيب التسجيل بواسطة ذا هولد ستيدي.